# Kokoreç

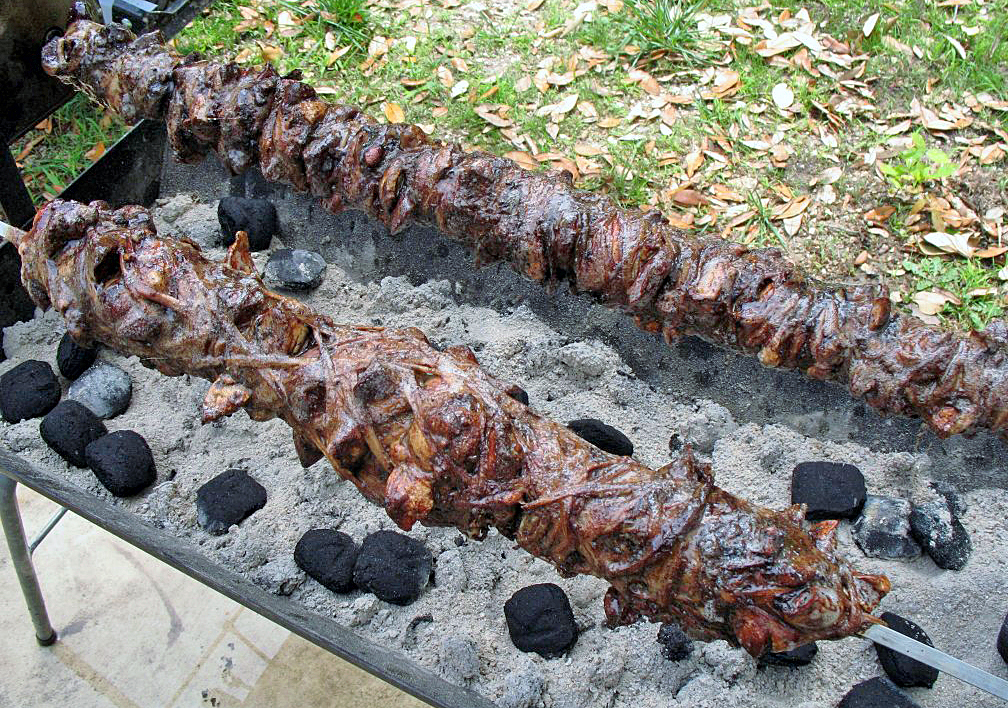
Kokoretsi pascal, mis en broche au-dessus des braises.

Le kokoreç (en turc) ou kokoretsi (grec moderne : κοκορέτσι) est un plat répandu dans les Balkans et en Turquie, composé essentiellement de boyaux et d'abats d'agneau mis en broche avec des épices et des herbes aromatiques.

## Description
Les abats (poumons, rognons, thymus, foie) sont embrochés, puis les intestins sont enroulés tout autour et maintiennent l'ensemble. Le kokoretsi est mis à rôtir sur des braises ou au four.

## Variantes et cultures locales

### Turquie
En Turquie, le kokoreç est servi comme un sandwich, dans du pain (yarım ekmek kokoreç = un demi-pain avec du kokoreç), ou bien dans une assiette, comme plat. Le kokoreç est vendu dans la rue et dans les restaurants populaires.

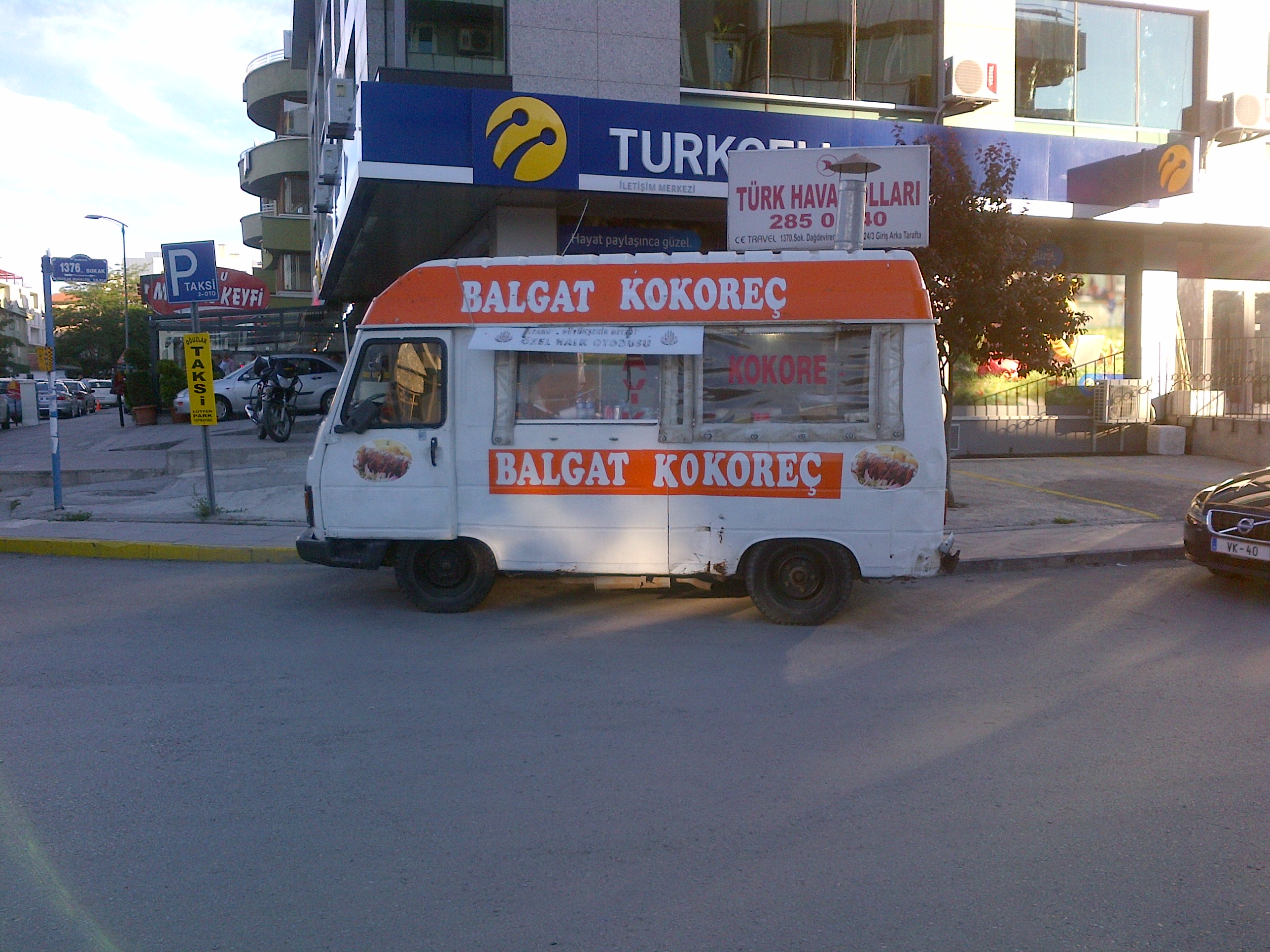
Un kokoreç van à Ankara.
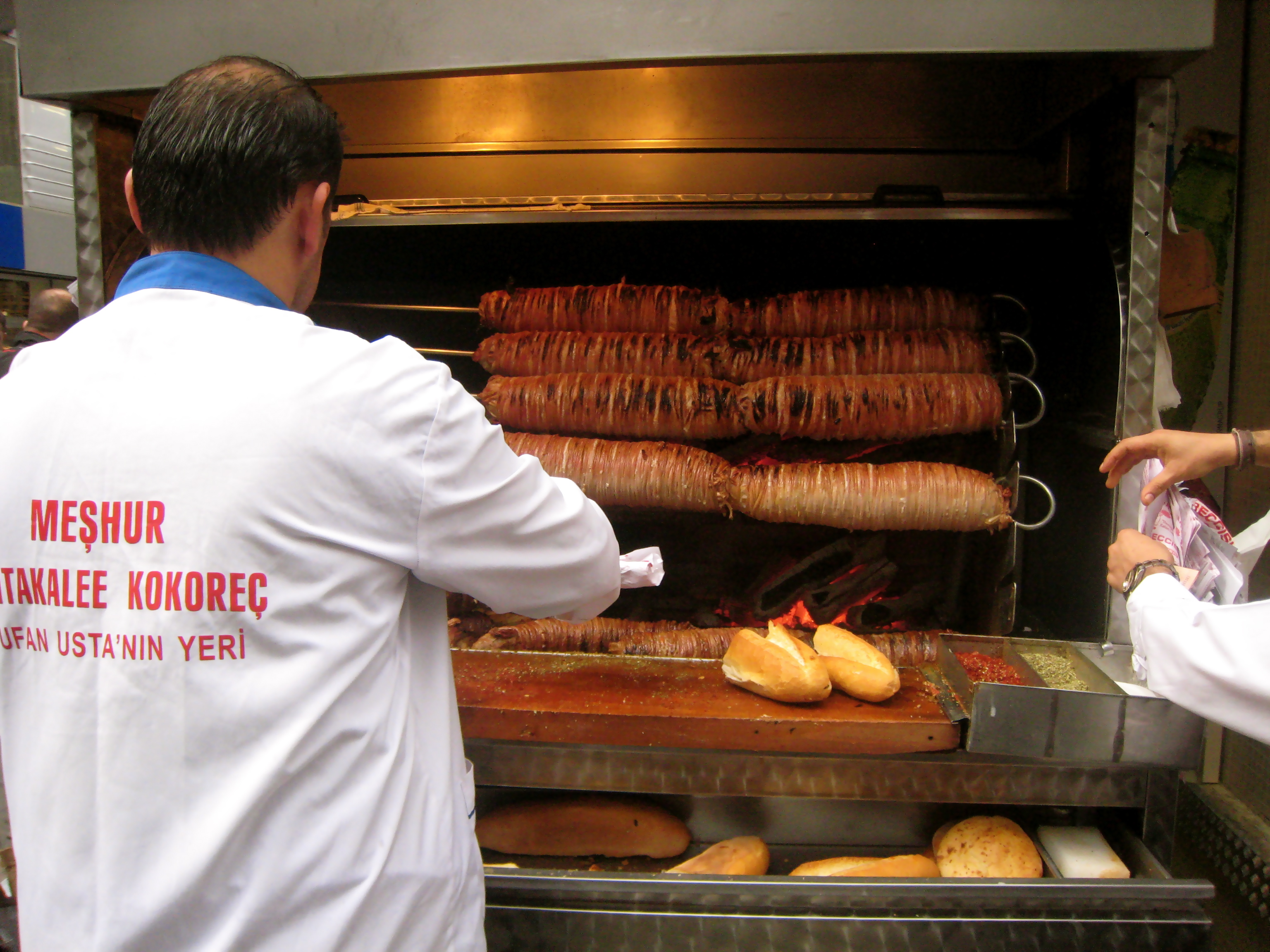
Cuisson au four, à Izmir.
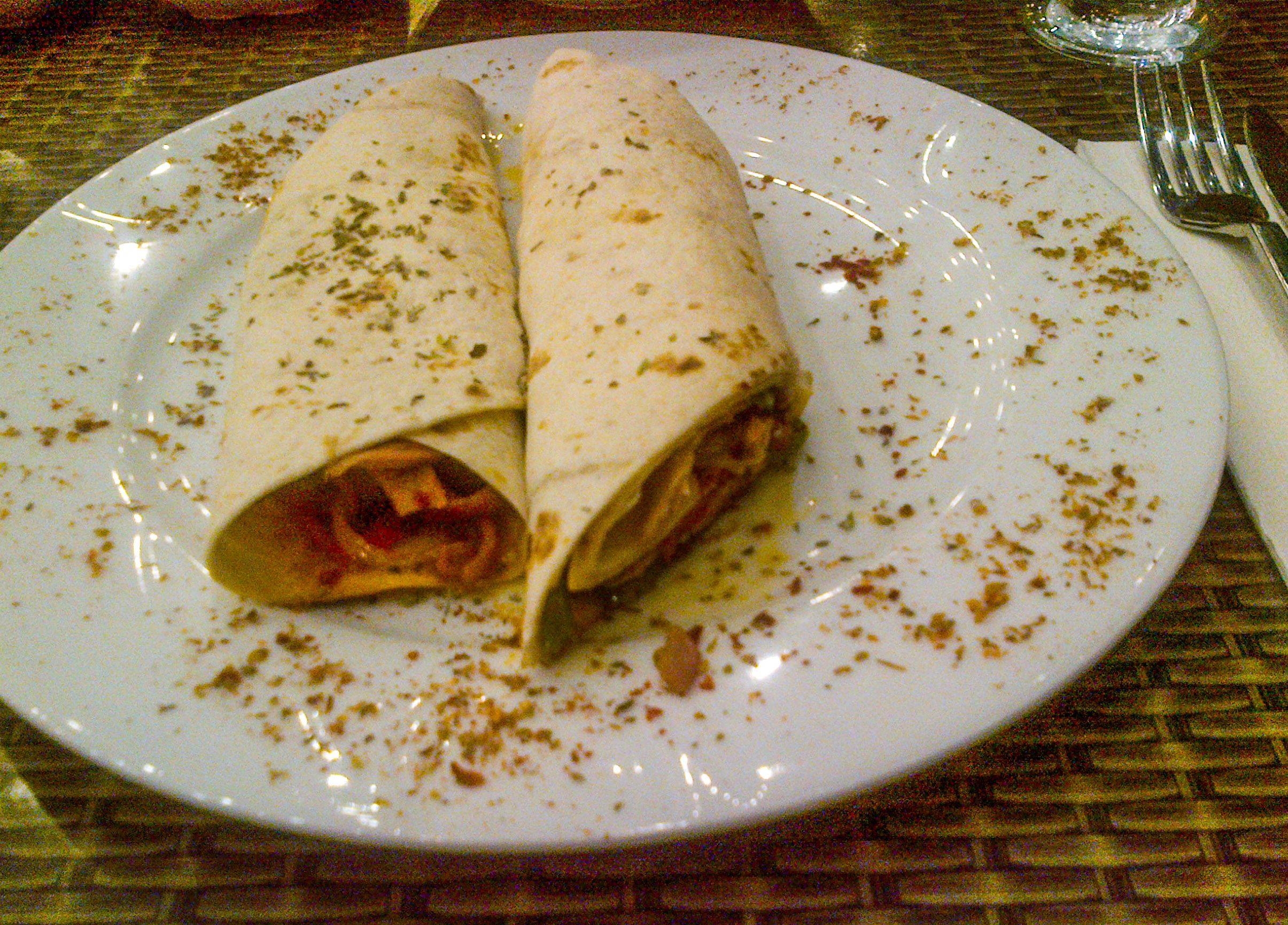
Crêpe au kokoreç (kokoreç dürüm), à Istanbul.

### Grèce

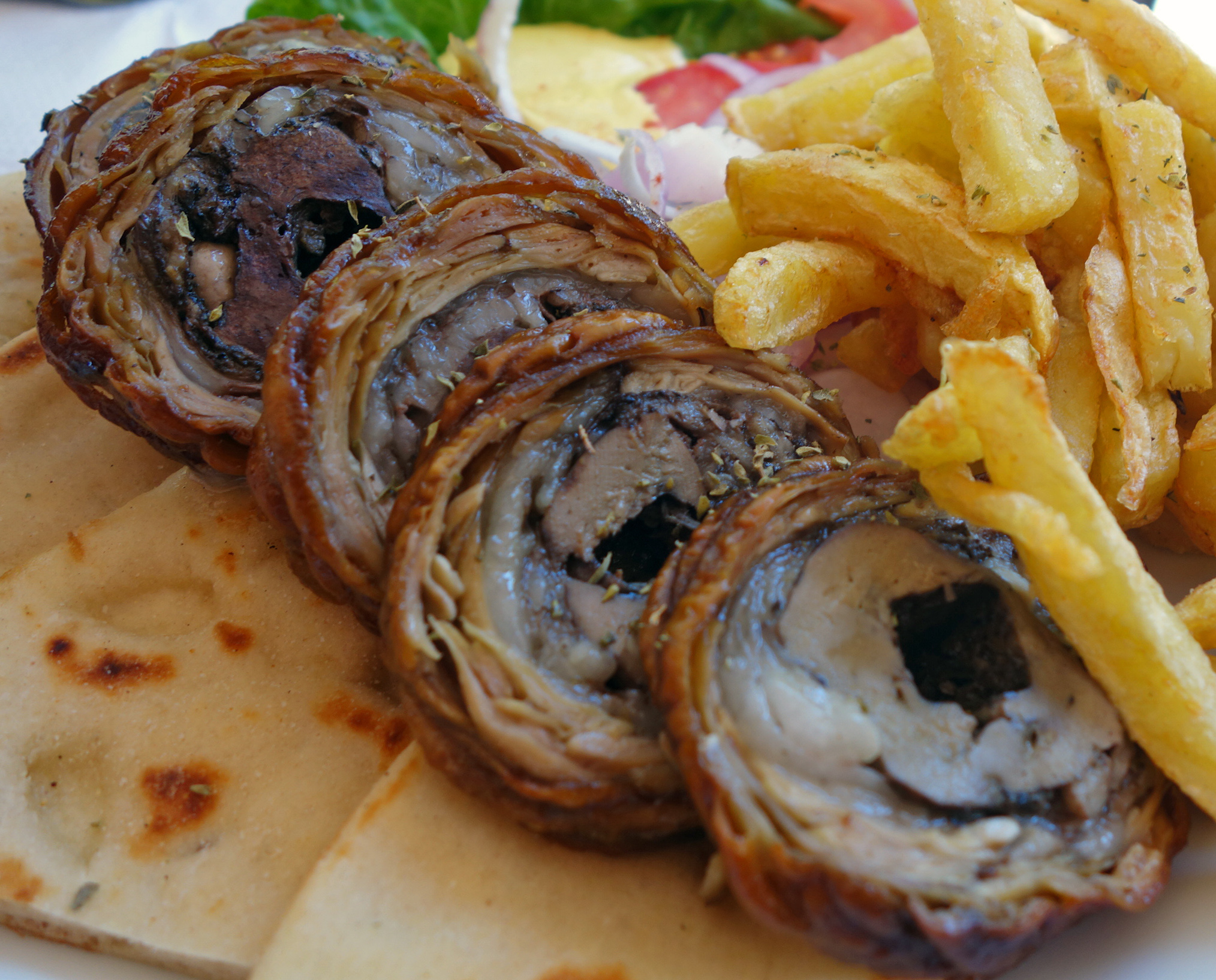
Kokoretsi, servi à Ioannina (Grèce).

En Grèce, il est servi directement de la broche à l'assiette et arrosé de jus de citron ; il est notamment consommé lors des fêtes de Pâques. L'écrivain Jean Moréas a mangé du kokoretsi à Athènes en 1897, selon lui « un mets à la palikare, assez succulent ».
Dans la recette grecque, les composants sont principalement les intestins, les abats et les ris de veau. Les intestins lavés sont conservés quelques heures dans un récipient avec assez d'eau pour les couvrir et des tranches de citron qui éliminent la forte odeur. Les morceaux de viande (foie, poumon) sont coupés en morceaux moyens, avec du sel, du poivre et d'autres épices, comme l'origan ou le cumin.
Ensuite, les morceaux sont passés alternativement à la broche et enveloppés de l'intestin grêle. Les intestins doivent être assez gros pour bien couvrir tout le kokoretsi, afin qu'il puisse être cuit sans perdre son jus.
La cuisson prend généralement environ deux heures. Selon certaines recettes, le kokoretsi doit être préparé dès la veille au matin et rester dressé sur la broche jusqu'à cuisson. Le kokoretsi peut également être cuit au four.

### Italie

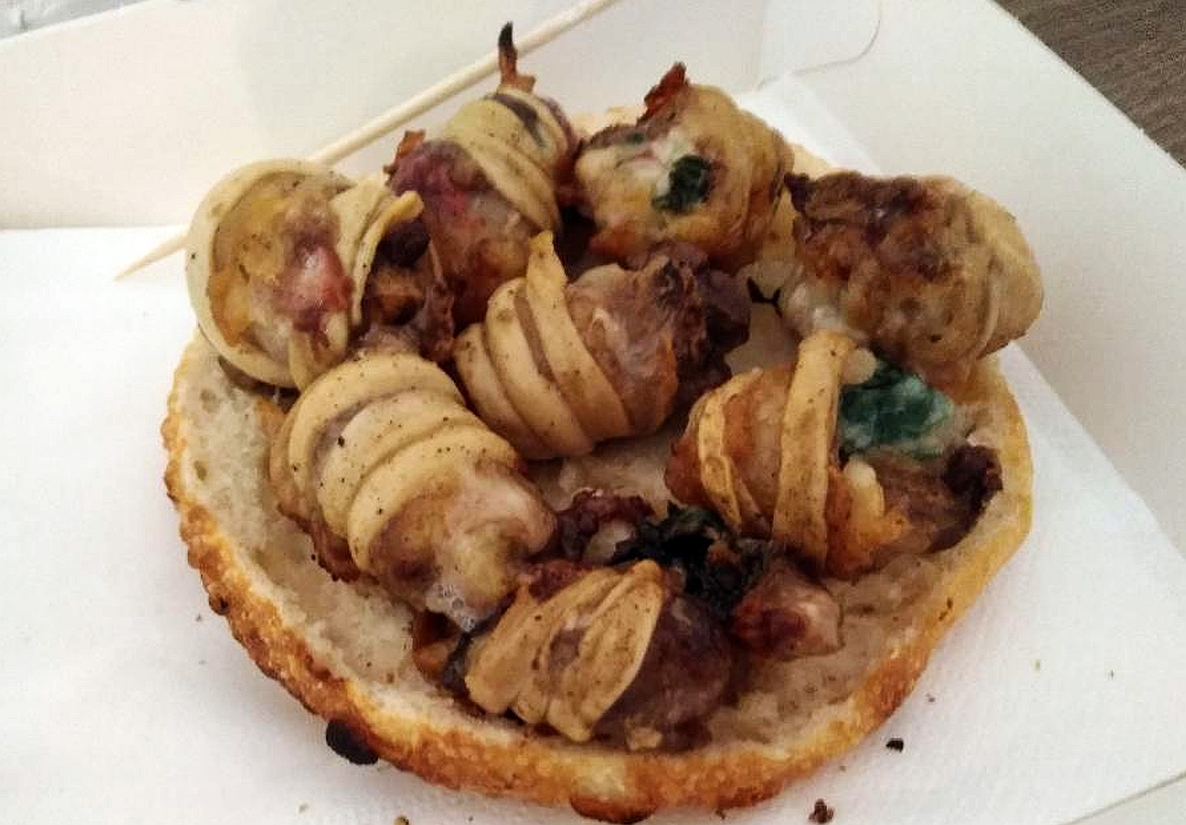
Une portion de gnummareddi.

En Italie, ce plat, typique des régions des Pouilles, du Molise et de la Basilicate, est appelé nghiemeridde, turcinelli, mboti ou marretti. Les noms rappellent la forme : pour nghiemeridde (dans la province de Bari), ou gnummareddi, (dans le sud du Salento), ou gnumm'ruìdd (dans la province de Matera), et gnumm'rièdd (dans la province de Potenza), les termes sont dérivés du mot latin glomus « pelote de laine », alors que turcinelli (dans la province de Foggia), turcinieddhri (à Lecce) et turcinieddi (à Brindisi) signifient « petite torsade ».
Dans les Pouilles, les gnummareddi d'environ 5 cm de long sont préparés avec de la fressure (cœur, rognons, poumons d'agneau) taillée en julienne enroulée dans de la crépine, puis ficelée avec des bandes de boyaux d'agneau ou de chevreau. De même composition, mais de taille plus importante, les  marretti ont une longueur d'une quinzaine de centimètres. Dans la tradition de Matera, les marretti sont préparés avec les plus belles parties des entrailles d'agneau, tandis que les gnummareddi sont fabriqués avec des chutes.
Cette recette est sans doute liée à la tradition multiséculaire de l'élevage des moutons dans les Tavoliere delle Puglie.